# Juridisk Forening (København)
 For alternative betydninger, se Juridisk Forening. (Se også artikler, som begynder med Juridisk Forening)
Juridisk Forening er en forening for jurister stiftet i København i 1881.
Foreningen blev stiftet 7. april 1881 i Karel van Manders Gård på Østergade nr. 15 (lokalet for den gamle Kongens Klub) af en gruppe jurister, der bl.a. inkluderede højesteretssagfører O.J. Levison, overretsassessor Hans Øllgaard og departementschef i Justitsministeriet C.F. Ricard.
Foreningens formål var at samle juristerne i hovedstaden og holde juridiske foredrag og diskussionsaftener, men foreningen har aldrig fået nogle egentlige vedtægter.
Der er i øjeblikket ca. 300 medlemmer i foreningen.

## Formænd for foreningen
- 1881-1900: Professor Carl Goos
- 1900-1903: Justitiarius Niels Lassen
- 1903-1923: Professor Julius Lassen
- 1923-1929: Professor Carl Torp
- 1929-1946: Professor Henry Ussing
- 1946-1965: Professor O.A. Borum
- 1965-1984: Professor Anders Vinding Kruse
- 1984-2010: Professor, senere ombudsmand Hans Gammeltoft-Hansen
- 2010-nu: Professor Mads Bryde Andersen